# Pekka Salminen (sauteur à ski)
Pour les articles homonymes, voir Pekka, Salminen et Pekka Salminen.
Pekka Salminen (né le 3 juin 1981 à Joroinen) est un ancien sauteur à ski finlandais.

## Palmarès

### Coupe du Monde
- Meilleur classement final: 39e en 2000.
- Meilleur résultat: 8e.